# Império Carolíngio
O Império Carolíngio (800–888) foi um império dos francos na Europa Ocidental e Central durante o início da Idade Média (século V–XV), governado pela dinastia Carolíngia, considerado os reis da tribo germânica dos francos desde 751 e, reis dos lombardos na Itália a partir de 774. O Império Carolíngio é considerado a primeira fase da história do Sacro Império Romano-Germânico, que durou até 1806, pois no ano de 800, o rei franco Carlos Magno (742–814) foi coroado imperador em Roma pelo Papa Leão III, em um esforço para transferir o Império Romano do oriente para o ocidente.
Após uma guerra civil (840–843), depois da morte do Imperador Luís, o Piedoso, o Império foi dividido em reinos autônomos, com um rei ainda reconhecido como imperador, mas com pouca autoridade fora do seu próprio reino. A unidade do império e o direito hereditário dos carolíngios continuou a ser reconhecido. Em 884, Carlos, o Gordo reuniu todos os reinos carolíngios pela última vez, mas com sua morte em 888, o império foi novamente dividido. Como o único herdeiro legítimo da dinastia restante ainda era criança, a nobreza elegeu reis regionais de fora da dinastia ou, no caso da Frância Oriental, um carolíngio ilegítimo. A linha ilegítima continuou a governar no leste até 911, enquanto na Frância Ocidental a legítima dinastia Carolíngia foi restaurada em 898 e governou até 987, com uma interrupção de 922 para 936.
A dimensão do império no seu início era de cerca de 1 112 000 km² com uma população entre 10 e 20 milhões de habitantes. O seu coração era Frância, a terra entre o Loire e o Reno, onde se situava a sua capital simbólica, Aachen. No sul, o império atravessava os Pirenéus e fez fronteira com o Emirado de Córdova e, após 824, com o Reino de Pamplona; a norte, fez fronteira com o reino dos dinamarqueses; a oeste, tinha uma curta fronteira terrestre com a Bretanha, que mais tarde foi reduzida a um afluente; a leste, tinha uma longa fronteira com os eslavos e os ávaros, que acabaram por ser derrotados e as suas terras incorporadas no império. No sul, na Itália, as pretensões dos carolíngios à autoridade foram contestadas pelos bizantinos (romanos orientais) e pelos vestígios do reino lombardo no Ducado de Benevento.
O termo "Império Carolíngio" é uma convenção moderna e não foi utilizado pelos seus contemporâneos. A língua dos atos oficiais no império era o latim. O império era chamado de universum regnum ("todo o reino", em oposição aos reinos regionais), Romanorum sive Francorum imperium ("Império dos Romanos e Francos"), Romanum imperium ("Império Romano"), ou mesmo imperium christianum ("Império Cristão").

## História

### Ascensão dos carolíngios (c. 732–768)
Ver também: Dinastia Carolíngia

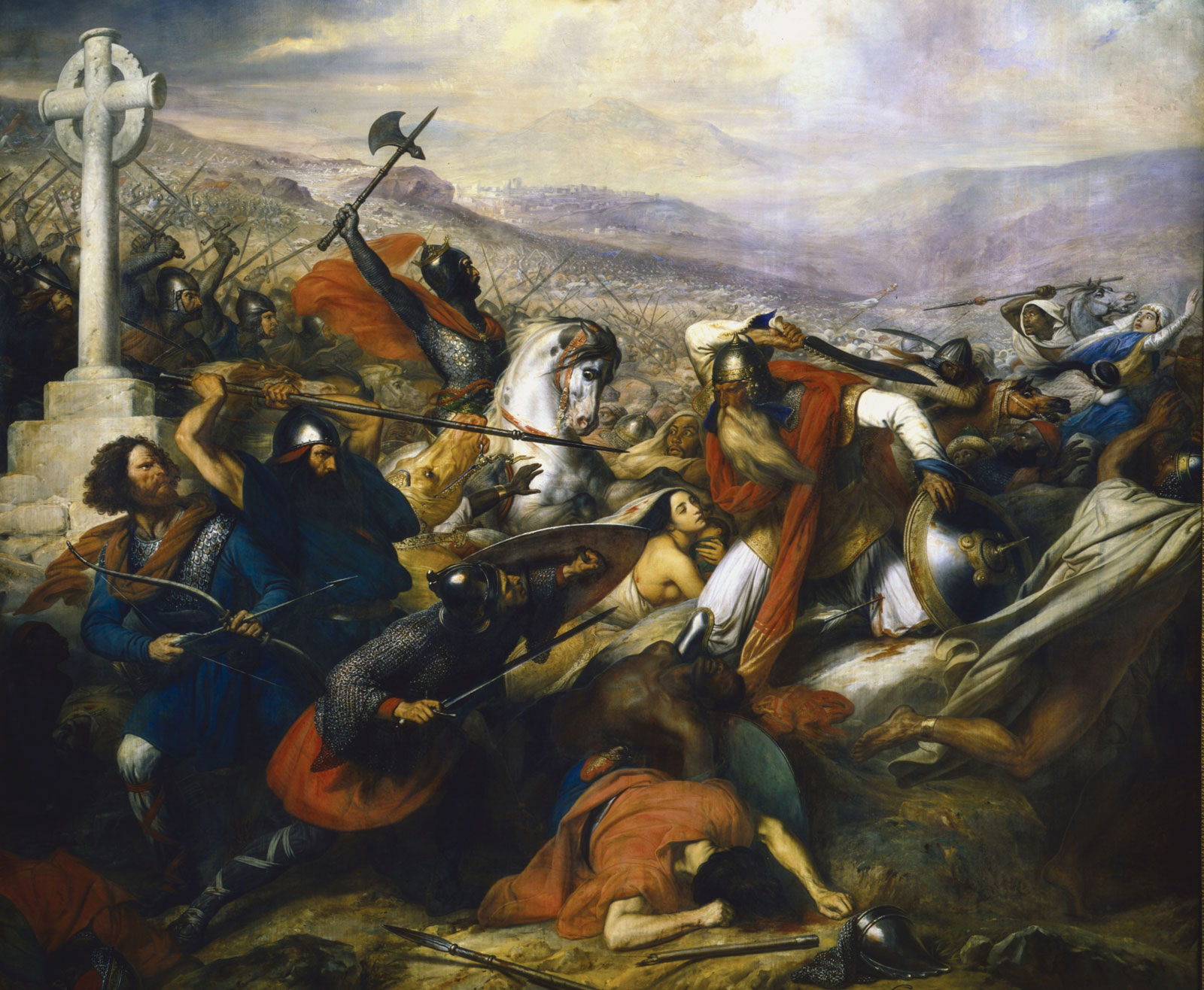
A Batalha de Poitiers em outubro de 732 de Charles de Steuben, descreve romanticamente um Carlos Martel triunfante (montado) de frente para Abderramão ibne Abdalá Algafequi (à direita) na Batalha de Tours

Embora Carlos Martel tenha optado por não tomar o título de rei (como o seu filho Pepino III faria, ou imperador, como o seu neto Carlos Magno), ele foi governante absoluto de praticamente toda a Europa Ocidental continental atual, ao norte dos Pirenéus. Apenas os restantes reinos saxões, que ele conquistou parcialmente, a Lombardia, e a Marca Hispânica a sul dos Pirenéus foram acrescentos significativos aos reinos francófonos após a sua morte.
Martel cimentou o seu lugar na história com a sua defesa da Europa cristã contra um exército muçulmano na Batalha de Tours em 732. Os sarracenos ibéricos tinham incorporado a cavalaria berbere de cavalo leve com a cavalaria árabe pesada para criar um exército formidável que quase nunca tinha sido derrotado. As forças cristãs europeias, entretanto, não dispunham do poderoso instrumento do estribo. Nesta vitória, Carlos ganhou o apelido Martel ("o Martelo"). Edward Gibbon, o historiador de Roma e das suas consequências, chamou a Carlos Martel de "o príncipe supremo da sua idade".
Pepino III aceitou a nomeação como rei pelo Papa Zacarias em cerca de 741, acabando com a dinastia merovíngia. O governo de Carlos Magno começou em 768, aquando da morte de Pepino. Ele assumiu o controle do reino após a morte de seu irmão Carlomano, já que os dois irmãos eram co-herdeiros do reino de seu pai. Carlos Magno foi coroado Imperador Romano no ano 800.

### Durante o reinado de Carlos Magno (768–814)

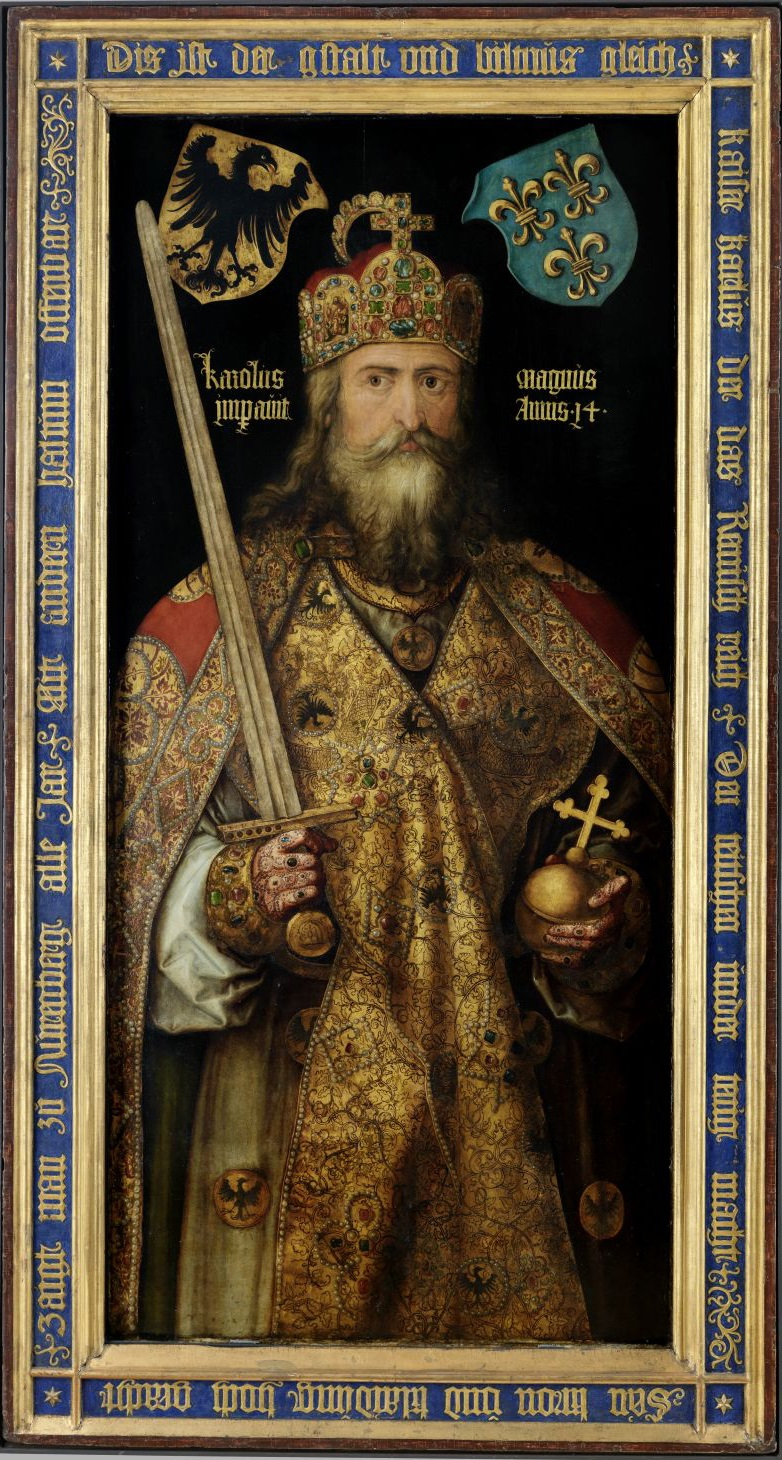
Carlos Magno segundo uma ilustração de Albert Dürer (1511).

O Império Carolíngio, durante o reinado de Carlos Magno, dominou a maior parte da Europa Ocidental, como o outrora Império Romano. Ao contrário dos romanos, que se aventuraram pela Germânia para além do Reno após a catástrofe na floresta de Teutoburgo (9 d.C.), Carlos Magno derrotou a resistência germânica e estendeu o seu reino ao Elba, influenciando os acontecimentos quase até às estepes russas.
O reinado de Carlos Magno foi de uma guerra quase constante, participando em campanhas anuais, muitas delas lideradas pessoalmente. Derrotou o Reino Lombardo em 774 e anexou-o ao seu próprio domínio, declarando-se "Rei dos Lombardos". Mais tarde, liderou uma campanha fracassada em Espanha, em 778, que terminou com a Batalha de Roncesvales, considerada a maior derrota de Carlos Magno. Em seguida, estendeu o seu domínio à Baviera, após ter forçado Tassilão III, Duque da Baviera, a renunciar a qualquer reivindicação do seu título em 794. Seu filho, Pepino, foi ordenado a fazer campanha contra os Ávaros em 795, já que Carlos Magno estava ocupado com revoltas saxônicas. O Grão-Canato Avar acabou em 803, depois de Carlos Magno ter enviado um exército bávaro para Panônia. Ele também conquistou territórios saxões em guerras e rebeliões travadas de 772 a 804, com eventos como o Massacre de Verden em 782 e a codificação do Lex Saxonum em 802.
Antes da morte de Carlos Magno, o Império foi dividido entre vários membros da dinastia Carolíngia. Estes incluíam o Rei Carlos, o Jovem, filho de Carlos Magno, que recebeu Nêustria; o Rei Luís, o Piedoso, que recebeu Aquitânia; e o Rei Pepino, que recebeu Itália. Pepino morreu com um filho ilegítimo, Bernardo, em 810, e Carlos morreu sem herdeiros em 811. Embora Bernardo sucedesse a Pepino como rei da Itália, Luís foi nomeado co-herdeiro em 813, e todo o Império passou para ele com a morte de Carlos Magno no inverno de 814.

### Reinado de Luís, o Piedoso e a guerra civil (814–843)

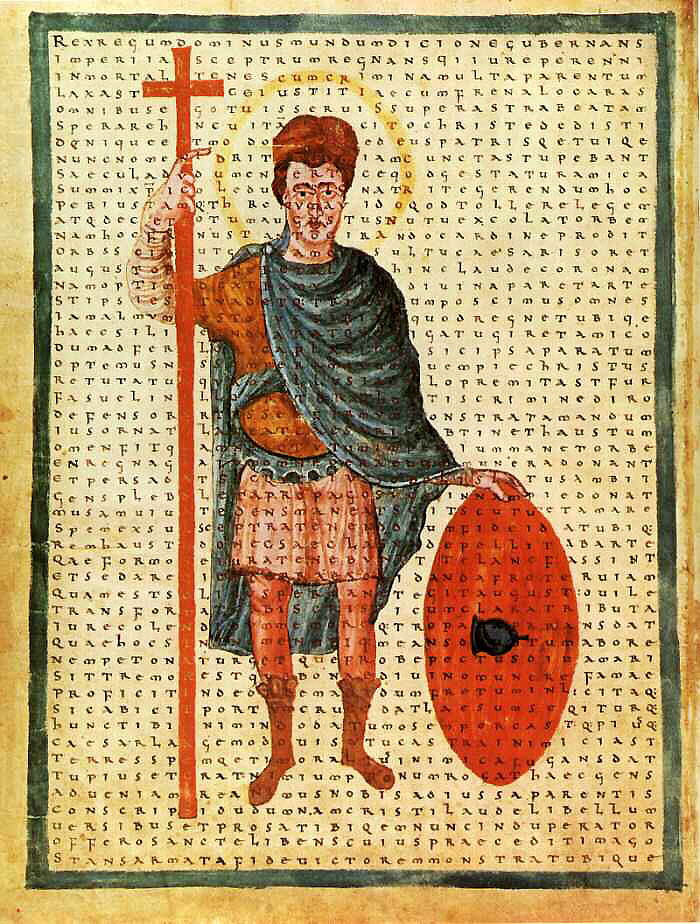
Luís, o Piedoso, representação contemporânea de 826 como Christi (soldado de Cristo), com um poema de Rabanus Maurus sobreposto.

O reinado de "Luís, o Piedoso" como Imperador foi no mínimo inesperado; como terceiro filho de Carlos Magno, foi originalmente coroado Rei da Aquitânia aos três anos. Com a morte dos seus irmãos mais velhos, ele passou de "um rapaz que se tornou rei para um homem que seria imperador". Embora o seu reinado tenha sido ensombrado pela luta dinástica e consequente guerra civil, como diz o seu epíteto, ele estava altamente interessado em assuntos de religião. Uma das primeiras coisas que ele fez foi "governar o povo pela lei e com a riqueza da sua piedade", nomeadamente restaurando igrejas. Um astrônomo declarou que, durante sua estadia na Aquitânia, ele "concluiu o estudo da leitura e do canto, e também a compreensão das letras divinas e mundanas, mais rapidamente do que se acreditaria". Ele também fez um esforço significativo para restaurar muitos mosteiros que haviam desaparecido antes do seu reinado, bem como patrocinar novos.
Segundo Will Durant:
Luís, o Piedoso (814-40) era tão alto e bonito quanto seu pai; modesto, gentil e gracioso, e tão incorrigivelmente indulgente quanto César. Criado por padres, ele levou a sério os preceitos morais que Carlos Magno havia praticado com tanta moderação. Ele tinha uma esposa e nenhuma concubina; expulsou da corte as amantes de seu pai e os amantes de suas irmãs, e quando as irmãs protestaram, ele as colocou em conventos. Ele confiava nas palavras dos padres e ordenou que os monges cumprissem seu dever beneditino. Onde quer que encontrasse injustiça ou exploração, tentava detê-lo e corrigir o que havia sido feito de errado. O povo ficou maravilhado ao encontrá-lo sempre do lado dos fracos ou pobres.
Ao reinado de Luís, faltou segurança; muitas vezes teve de lutar para manter o controle do Império. Assim que soube da morte de Carlos Magno, correu para Aix-la-Chapelle, onde exilou muitos dos conselheiros de confiança de Carlos Magno, tais como Wala. Wala e seus irmãos eram filhos do filho mais novo de Carlos Martel, o que constituía uma ameaça como possíveis reclamantes do trono. O exílio monástico foi uma tática que Luís usou fortemente no seu reinado para fortalecer a sua posição e remover potenciais rivais.
Em 817 o seu sobrinho, o rei Bernardo de Itália, rebelou-se contra ele devido ao descontentamento de ser o vassalo de Lotário, o filho mais velho de Luís. A rebelião foi rapidamente sufocada pelo Imperador, e em 818 Bernardo foi capturado e punido - a pena de morte foi comutada em cegueira. No entanto, o trauma do procedimento acabou por matá-lo dois dias depois. Após isso a Itália foi reintroduzida ao controle Imperial. Em 822, a demonstração de penitência de Luís pela morte de Bernardo reduziu grandemente o seu prestígio como Imperador à nobreza - alguns sugerem que ele se rebaixou ao "domínio clerical".
Em 817 Luís tinha estabelecido três novos reinos carolíngios para os seus filhos desde o seu primeiro casamento: Lotário foi nomeado rei de Itália e co-herdeiro, Pepino foi nomeado rei da Aquitânia e Luís, o Germânico foi nomeado rei da Baviera. As suas tentativas em 823, de deixar uma porção do Império para o seu quarto filho (do seu segundo casamento), Carlos, o Careca, foi marcado pela resistência dos seus filhos mais velhos. Embora isto tenha sido parte do motivo da disputa entre os filhos de Luís, alguns sugerem que foi a nomeação de Bernardo de Septimânia como camareiro causou descontentamento com Lotário, uma vez que ele foi destituído da sua co-reinado em 829 e foi banido para Itália (embora não se saiba porquê; o Astrônomo afirma simplesmente que Luís "despediu o seu filho Lotário para voltar para Itália") e Bernardo assumiu o seu lugar como segundo no comando do imperador. Com a influência de Bernardo sobre não só o imperador, mas também a imperatriz, foi semeada mais discórdia entre a nobreza proeminente. Pepino, o segundo filho de Luís, também estava descontente; tinha sido implicado numa campanha militar fracassada em 827, e estava cansado do envolvimento prepotente de seus pais no governo da Aquitânia. Como tal, a nobreza irada apoiou Pepino, e a guerra civil eclodiu durante a Quaresma de 830, tendo os últimos anos do seu reinado de Luís atormentados pela guerra civil.
Pouco depois da Páscoa, os seus filhos atacaram o império de Luís e destronaram-no a favor de Lotário. O astrônomo declarou que Luís passou o verão sob a custódia de seu filho, "um imperador apenas no nome". No ano seguinte, Luís atacou os reinos de seus filhos, elaborando novos planos de sucessão. Ele deu Nêustria a Pepino, tirou Lotário do seu título Imperial e concedeu o Reino de Itália a Carlos. Outra divisão em 832 excluiu completamente Pepino e Luís, o Germânico, fazendo de Lotário e Carlos os únicos benfeitores do reino, o que provocou que Pepino e Luís, o Germânico se revoltassem no mesmo ano, seguidos de Lotário em 833, e juntos prenderam o Imperador Luís e Carlos.
Lotário traria o Papa Gregório IV de Roma sob o pretexto da mediação, mas o seu verdadeiro papel era legitimar o seu governo e o dos seus irmãos, depondo e excomungando Luís. Em 835, a paz foi feita dentro da família, e Luís foi restaurado ao trono imperial na igreja de Santo Estêvão em Metz. Quando Pepino morreu em 838, Luís coroou Carlos rei da Aquitânia, enquanto a nobreza elegeu o filho de Pepino II, um conflito que só foi resolvido em 860 com a morte de Pepino. Quando Luís o Piedoso morreu finalmente em 840, Lotário reivindicou todo o império, independentemente das partições.
Como resultado, Carlos e Luís, o Germânico, entraram em guerra contra Lotário. Depois de perder a batalha de Fontenoy, Lotário fugiu para a sua capital em Aachen e criou um novo exército, que era inferior ao dos irmãos mais novos. Nos Juramentos de Estrasburgo, em 842, Carlos e Luís concordaram em declarar Lotário impróprio para o trono imperial. Isto marcou a divisão Leste-Oeste do Império entre Luís e Carlos até ao Tratado de Verdun. Considerado um marco na história europeia, os Juramentos de Estrasburgo simbolizam o nascimento da França e da Alemanha.

### Após o Tratado de Verdun (843-877)
Ver também: Tratado de Verdun

A divisão do Império Carolíngio de acordo com o Tratado de Verdun

Lotário recebeu o título imperial, o reino da Itália, e o território entre os rios Reno e Ródano, colectivamente designado como Frância Central ou Lotaríngia. A Luís foi garantido o reinado de todas as terras a leste do Reno e a norte e leste da Itália, que foi chamado o reino Frância Oriental, que foi o precursor da Alemanha moderna. Carlos recebeu todas as terras a oeste do Ródano, que se chamava o reino Frância Ocidental.
Lotário entregou a Itália ao seu filho mais velho, Luís II, em 844, e o tornou co-imperador em 850. Lotário morreu em 855, dividindo o seu reino em três partes: o território já detido por Luís permaneceu seu, o território do antigo Reino da Borgonha foi concedido ao seu terceiro filho Carlos da Borgonha, e o restante território para o qual não havia nome tradicional foi concedido ao seu segundo filho Lotário II, cujo reino se chamava Lotaríngia.
Luís II, insatisfeito por não ter recebido território adicional aquando da morte do seu pai, aliou-se ao seu tio Luís, o Germânico, contra o seu irmão Lotário e o seu tio Carlos, o Careca, em 858. Lotário reconciliou-se com o seu irmão e o seu tio pouco depois. Carlos era tão impopular que não conseguiu formar um exército para combater a invasão e, em vez disso, fugiu para a Borgonha. Ele só foi salvo quando os bispos se recusaram a coroar Luís, o rei alemão. Em 860, Carlos, o Careca, invadiu o Reino da Borgonha, mas foi repelido. Lotário II cedeu terras a Luís II em 862 para apoiar o seu divórcio com sua mulher, o que provocou repetidos conflitos com o Papa e os seus tios. Carlos da Borgonha morreu em 863 e o seu Reino foi herdado por Luís II.
Lotário II morreu em 869, sem herdeiros legítimos, e o seu Reino foi dividido entre Carlos, o Careca e Luís, o Germânico em 870, pelo Tratado de Meerssen. Entretanto, Luís, o Germânico, esteve envolvido em disputas com os seus três filhos. Luís II morreu em 875, e nomeou Carlomano, o filho mais velho de Luís, o Germânico, seu herdeiro. Carlos, o Careca, apoiado pelo Papa, foi coroado Rei de Itália e Sacro Imperador Romano. No ano seguinte, Luís, o Germânico, morreu. Carlos também tentou anexar o seu reino, mas foi derrotado decisivamente em Andernach, e o Reino dos Francos Orientais foi dividido entre Luís o Jovem, Carlomano da Baviera e Carlos o Gordo.

### Declínio (877–888)

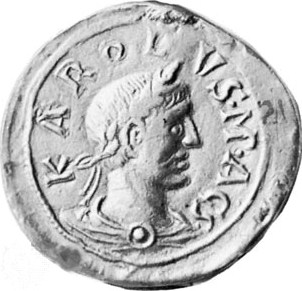
Um selo de Carlos, o Gordo, com a inscrição KAROLVS MAGS ("Carolus Magnus")

O Império, após a morte de Carlos, o Careca, foi atacado a norte e a oeste pelos Vikings e enfrentava lutas internas desde Itália até ao Báltico, desde a Hungria, a leste, até à Aquitânia, a oeste. Carlos, o Careca, morreu em 877 ao atravessar o Passo do Monte Cênis e foi sucedido pelo seu filho, Luís, o Gago, como Rei dos Francos Ocidentais, mas o título de Sacro Imperador Romano caducou. Luís, o Gago, era fisicamente fraco e morreu dois anos depois, estando o seu reino dividido entre os seus dois filhos mais velhos: Luís III ganhando Nêustria e Frância, e Carlomano ganhando Aquitânia e Borgonha. O Reino da Itália foi finalmente concedido ao Rei Carlomano da Baviera, mas um derrame forçou-o a abdicar do trono da Itália em nome do seu irmão Carlos, o Gordo e a Baviera para Luís da Saxônia. Também em 879, Bosão, Conde de Arles fundou o Reino da Baixa Borgonha na Provença.
Em 881, Carlos o Gordo foi coroado Imperador do Sacro Império Romano, quando Luís III da Saxônia e Luís III de Frância morreram no ano seguinte. A Saxônia e a Baviera uniram-se ao Reino de Carlos o Gordo, e a Frância e Nêustria foram concedidas a Carlomano da Aquitânia, que também conquistou a Baixa Borgonha. Carlomano morreu num acidente de caça em 884, após um reinado tumultuoso e ineficaz, e as suas terras foram herdadas por Carlos o Gordo, recriando efetivamente o Império de Carlos Magno.
Carlos, sofrendo o que se crê ser epilepsia, não pôde assegurar o reino contra os vikings, e após comprar a sua retirada de Paris em 886 foi visto pela corte como sendo covarde e incompetente. No ano seguinte, o seu sobrinho Arnulfo da Caríntia, filho ilegítimo do rei Carlomano da Baviera, se rebelou contra o Tio. Em vez de combater a insurreição, Carlos fugiu para Neidingen e morreu no ano seguinte, em 888, deixando uma entidade dividida e uma confusão sucessória.

### Divisões em 887–88
O Império dos Carolíngios foi dividido: Arnulfo manteve Caríntia, Baviera, Lorena e Alemanha moderna; o Conde Eudo de Paris foi eleito Rei da Frância Ocidental (França), Ranulfo II tornou-se Rei da Aquitânia, a Itália foi para o Conde Berengário, a Alta Borgonha para Rodolfo I, e a Baixa Borgonha para Luís, o Cego, filho de Boso de Arles, Rei da Baixa Borgonha e neto materno do Imperador Luís II. A outra parte de Lotaríngia tornou-se o ducado de Borgonha.